# دزوواک هامبارتسومیان

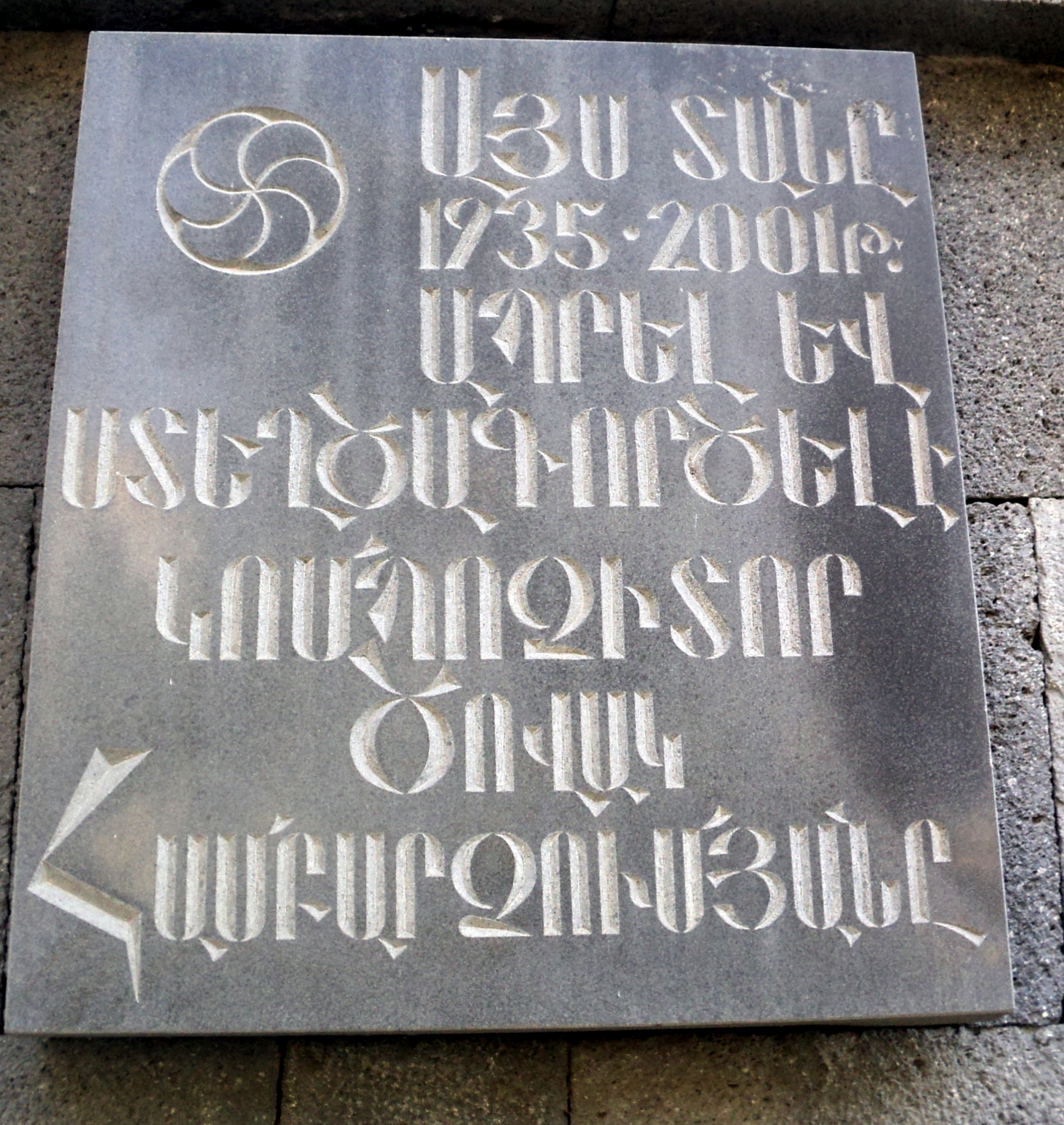

دزوواک باگراتی هامبارتسومیان (ارمنی: Ծովակ Բագրատի Համբարձումյան؛  زادهٔ ۱۷ اوت ۱۹۲۳ - درگذشته ۲۱ مهٔ ۲۰۰۱) آهنگساز اهل ارمنستان بود.

## زندگی‌نامه
وی در ۱۷ اوت ۱۹۲۳ در تفلیس به دنیا آمد و از کنسرواتوار دولتی کومیتاس ایروان (۱۹۴۶) فارغ‌التحصیل گشت. وی در خانه‌موزه آلکساندر اسپنداریان، تالار آکادمی ملی اپرا و باله آلکساندر اسپنداریان، کنسرواتوار دولتی کومیتاس ایروان و کالج دولتی رقص‌پردازی ایروان فعالیت می‌کرد. همچنین برندهٔ جوایزی همچون چهره فرهنگی شایسته ارمنستان شوروی شده‌است. وی در ۲۱ مهٔ ۲۰۰۱ در سن ۷۷ سالگی در ایروان درگذشت.